# Contopus pallidus
Piuí-jamaicano (Contopus pallidus) é uma espécie de ave da família Tyrannidae.
Pode ser encontrada nos seguintes países: Ilhas Caymans e Jamaica.